# Brownville (Nebraska)
Pour les articles homonymes, voir Brownville.
Brownville est un village du comté de Nemaha, dans l'État du Nebraska, aux États-Unis. En 2020, il comptait une population de 142 habitants.